# Gyárfás Gábor
Gyárfás Gábor (Budapest, 1946. augusztus 16. –) magyar grafikus, iparművész.

## Életpályája
Gyárfás Gábor 1964-ben érettségizett grafika szakon az Ipar- és Képzőművészeti Gimnáziumban. 1972-ben végzett az Iparművészeti Főiskola Typo-grafikai szakán mint grafikus-tervezőművész. 1978-1992: a Derkovits Gyula grafikusi alkotóközösség tagja. 1989-től az Iparművészeti Főiskolán mesterkurzust vezet. Az Icograda tagja. 1972-1992 között rendszeresen részt vesz hazai plakátkiállításokon és Nemzetközi Biennálékon, köztük Lahtiban, Colorádóban és New Yorkban. Háromszor nyer az év legjobb plakátja pályázaton: 1975-ben Nívódíjat, 1978-ban és 1989-ben fődíjat kap. 1992-től az "Artless" reklámgrafikai Design Stúdió Kft. ügyvezető igazgatója és művészeti vezetője.